# Ceramaster stellatus
Ceramaster stellatus är en sjöstjärneart som beskrevs av Alexander Michailovitsch Djakonov 1950. Ceramaster stellatus ingår i släktet Ceramaster och familjen ledsjöstjärnor. Inga underarter finns listade i Catalogue of Life.